# Tanistrie
 (novembre 2015).
La tanistrie ou tanistry est une loi de succession coutumière qui fut pratiquée sous une forme ou sous une autre par certains groupes celtes et pictes. Elle fut également pratiquée par certains peuples germaniques et slaves, et fut une coutume germanique durant le Moyen Âge.
Suivant cette coutume, le successeur d’un roi ou d’un chef de clan doit être choisi parmi sa parenté, mais de préférence parmi des collatéraux (frères, cousins, neveux) plutôt que parmi ses descendants directs. Le successeur est en général choisi du vivant du chef précédent et est alors appelé tanist. La loi précise généralement que le tanist (scots tànaise), ne doit souffrir d’aucune infirmité mentale ou physique, et qu’il doit être reconnu comme le plus méritant parmi les candidats. Suivant les cas, il est choisi par le roi précédent lui-même ou par un conseil des anciens, des chefs et des princes.

## Qualité et défaut du système

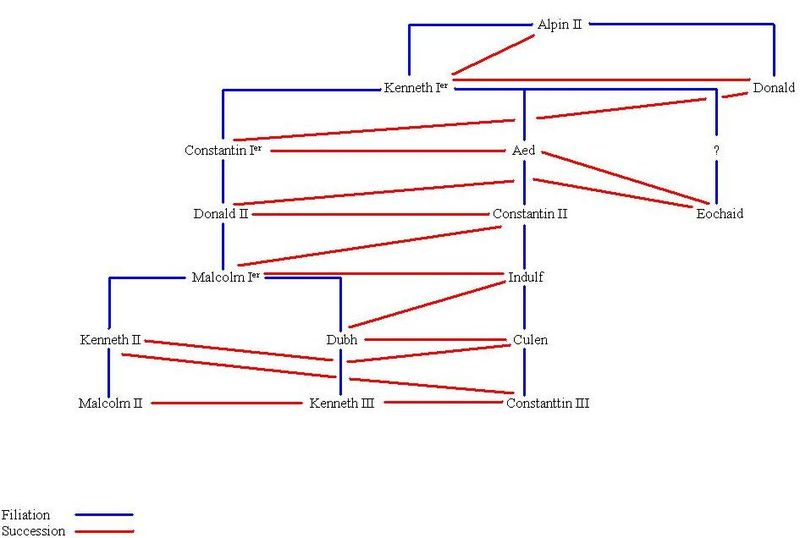
Dynastie Mac Alpin

Si la loi permet de choisir un homme puissant en s'assurant en particulier qu’il s’agit toujours d'un adulte, elle est en revanche source de conflits violents en cas de désaccord, puisqu’elle ne précise aucune hiérarchie parmi les successeurs potentiels.
Les premiers rois écossais en firent par exemple les frais, puisque pendant la période où elle fut appliquée, au moins cinq rois en exercice furent assassinés pour un problème de succession et de nombreux prétendants potentiels éliminés préventivement par le meurtre, parfois sur ordre du roi lui-même. La couronne passe sans cesse d'une branche de la famille à l'autre, et à chaque génération, les cousins n'hésitent pas à s'entretuer. Entre 843 et 1005, époque où la tanistrie s'appliqua en Écosse, seuls deux souverains sur quatorze moururent dans leur lit...

## Dans l'Antiquité tardive
Au Ve siècle, le roi vandale Genséric, voulant assurer après lui la stabilité de son royaume et éviter les luttes entre ses successeurs, établit comme loi successorale de sa famille la tanistrie ; il ordonna que le royaume des Vandales appartiendrait toujours à l'aîné de ses descendants vivants, dans la ligne masculine.

## De nos jours
Le nom — originaire du gaélique tana : seigneurie, autorité —  perdure encore dans les titres du premier ministre Irlandais, le Taoiseach et de son suppléant, le Tánaiste.

## Sources
- Alfred P. Smyth, Warlords and Holy Men Scotland AD 80~1000, Table 4 Kings of Scotland AD 850~1050, pp. 220–221, Edinburgh University Press (1984)  (ISBN 0748601007)